# Luis I Gonzaga

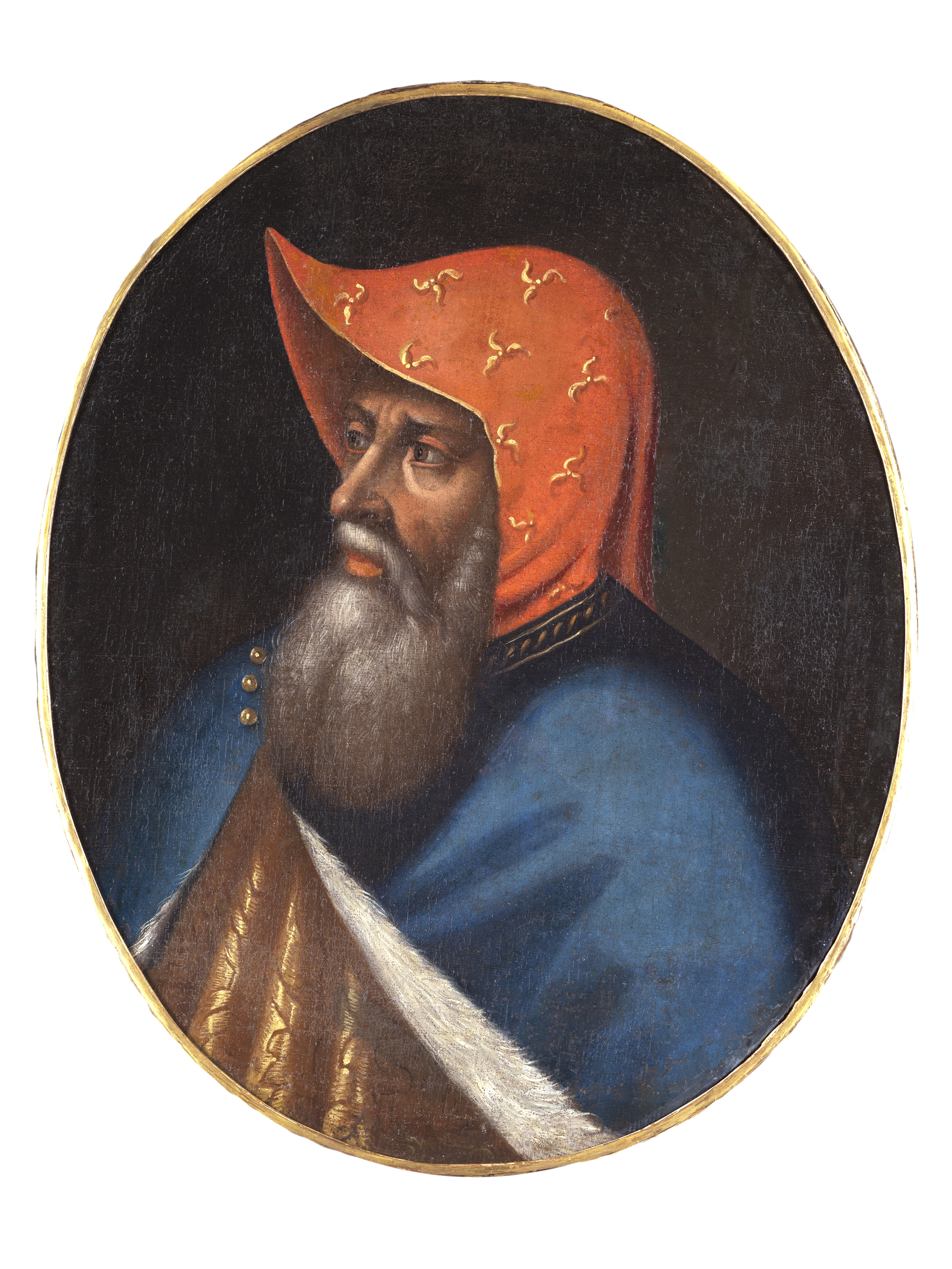

Luis I Gonzaga (Mantua, 1268 - Mantua, 18 de enero de 1360), más conocido como Luigi (Ludovico I o Luis Corradi de Gonzaga), fue el primer capitán del pueblo de Mantua y vicario imperial del Sacro Imperio Romano. Fue el fundador de la dinastía de los Gonzaga.

## Biografía

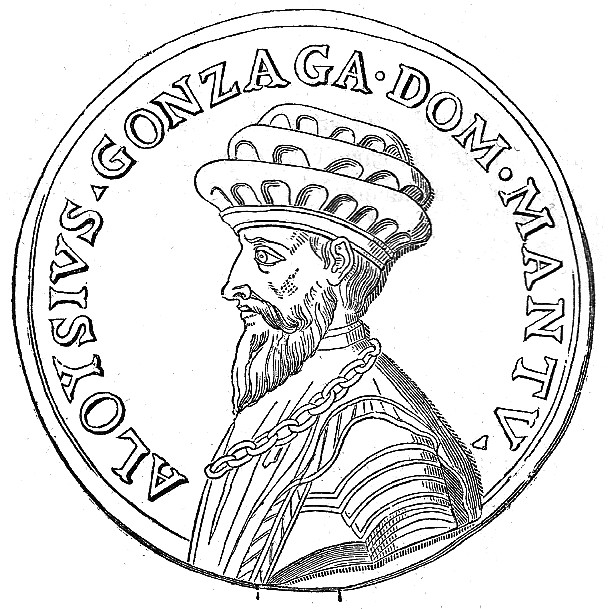

Experto militar y de mente abierta, era hijo de Guido Corradi (también llamado Corrado) (fall. 1318) y nieto de Antonio Corradi (fall. 1283), con el apoyo del gibelino Cangrande della Scala, que tenía altas expectativas para la ciudad y que le proporcionó la infantería y la caballería, contando con el apoyo de su yerno Guillermo Azzone Castelbarcos, tuvo éxito en derrocar a Rinaldo Bonacolsi el 16 de agosto de 1328, y reemplazarlo como capitán general, con el derecho de nombrar a su sucesor. El 25 de agosto de 1328 fue aclamado capitán general del municipio y del pueblo de Mantua. En 1329 fue nombrado por Luis IV de Baviera vicario imperial, y en 1335 se convirtió en señor de Reggio.

Escudo de armas primitivo de la familia Corradi-Gonzaga hasta 1328.

Para sancionar su fe gibelina, fue durante este período que Luis cambió el primitivo escudo de la familia, que consistía en tres carneros de plata, con cornamenta y pezuñas de oro sobre un fondo negro en el escudo de armas de tres bandas negras en un fondo de oro (los colores políticos de los gibelinos), que se mantuvo siempre en el escudo de la familia Gonzaga.
Una década más tarde no devolvió el favor a la dinastía de Verona cuando Mastino II della Scala se alió con el usurpador Lodrisio Visconti, en contra de los dos hermanos y sobrino de este último, respectivamente Luchino, Giovanni y Azzone Visconti, señores de Milán; Luis participó enviando tropas en apoyo del ejército ambrosiano, ganador de la Batalla de Parabiago (21 de febrero de 1339).
En 1342 se fue al rescate de Pisa contra los florentinos y en 1349 recibió a Petrarca, en visita a la tumba de Virgilio. Luchó contra Bernabé Visconti, que durante meses asedió Castiglione, frontera posesión de Gonzaga.
Murió en Mantua en 1360, y fue enterrado en la ciudad, en la catedral de San Pedro.

## Matrimonio y descendencia
Tuvo tres esposas y varios hijos.
- Riquilda Ramberti (o Richelda / Richilde Ramberti) (1269-1319), de la que nacieron:
  - Filipino (d. 1356), condotiero, se casó con Ana Dovara;
  - Guido, 2.º capitán del pueblo de Mantua;
  - Feltrino, fundador de los Gonzaga de Novellara y Bagnolo.[2]
- Caterina Malatesta (1275 -?), hija de Pandolfo I Malatesta,  de la que nacieron:
  - Corrado (¿-1340), fundador de la línea Gonzaga de Palazzolo, siendo marqués de Palazzolo, al casarse con Viridis Beccaria;
  - Alberto;
  - Luisa, casada con  Azzo de Correggio;
  - Federico (d. 1376);
  - Tomasa (d. 1319), se casó con Guillermo Azzone Castelbarcos.
- Giovanna Novella Malaspina (o Francisca), hija de Spinetta Malaspina, con quien se casó en 1340,  de la que nacieron:
  - Azzo;
  - Jacobo (muerto en la infancia);
  - Mario (muerto en la infancia);
  - Tomasa;
  - Orietta.

Luis Gonzaga también tuvo tres hijos ilegítimos: Constanza, Bartolomé y otra Constanza.